# Olavo Drummond
Olavo Drummond ComMM (Araxá, 31 de agosto de 1925 — 8 de maio de 2006) foi um advogado, político, jornalista e escritor brasileiro.
Foi redator do serviço de radiodifusão do estado de Minas Gerais, redator do Estado de Minas, redator do Diário da Tarde, e redator da revista O Cruzeiro, do Rio de Janeiro. Mais adiante, foi Conselheiro do Tribunal de Contas do Estado de São Paulo, Ministro do Tribunal de Contas da União e Prefeito de sua cidade natal Araxá.
Foi amigo próximo de inúmeros estadistas, grandes empresários e artistas brasileiros e reconhecido por toda a vida por sua amizade com o presidente Juscelino Kubitschek. Foi também membro da Academia Mineira de Letras, onde ocupou a cadeira de número 12, sucedendo a Tancredo Neves - também seu amigo pessoal.
Em 1992, como ministro do TCU, Drummond foi condecorado pelo presidente Fernando Collor com a Ordem do Mérito Militar no grau de Comendador especial.